# Blanca de Rasquera
La blanca de Rasquera és una raça de cabra pròpia de diverses comarques meridionals de Catalunya com el Baix Camp, el Baix Ebre, el Montsià (aquí ja extinta), la Ribera d'Ebre i la Terra Alta. El seu nom prové del municipi ebrenc de Rasquera.
Filogenèticament estaria emparentada amb Capra prisca i influïda per Capra aegagrus tot i no saber-se del cert. No se sap gaire de l'origen de la seva existència a Catalunya, ja que en els texts medievals en què es parla de cabres no es descriuen morfològicament. Ara bé, gràcies a la tradició oral s'ha pogut establir que ja existien als inicis de la primera meitat del segle xx. A meitats del segle xx n'hi arribà a haver uns 30.000 exemplars, però ara n'hi ha només unes 5.000. La regressió de la raça l'està empenyent a viure a les zones més muntanyoses que és on es conserven més. Es troben en greu perill d'extinció perquè les dotze explotacions que encara hi havia el 2005 són velles i li manca el relleu generacional.
Es tracta d'una raça destinada principalment a la producció de cabrits de llet.

## Característiques
- Orelles grans, caigudes i cap endavant.[3]
- Cap allargat.
- Els mascles pesen de 65 a 70 kg i les femelles de 55 a 60.
- Els mascles tenen una alçada mitjana fins a la creu de 77 cm i les femelles de 72.
- Ulls entre groc i taronges.
- Llavis gruixuts i amb freqüència pigmentats.
- Front ample i pla.
- Cua curta i de naixement baix.
- Capa o bé del tot blanca o bé negre i blanca.
- Pell gruixuda i elàstica.
- Mucoses no del tot pigmentades.